# Hiếu Liệt Hoàng hậu (Minh Thế Tông)
Hiếu Liệt Phương hoàng hậu (chữ Hán: 孝烈方皇后; 25 tháng 8, 1516 - 29 tháng 12, 1547), là Hoàng hậu thứ ba của Minh Thế Tông Gia Tĩnh Đế.
Bà không có với Thế Tông một người con nào.

## Thân thế
Hiếu Liệt hoàng hậu họ Phương (方氏), sinh ngày 28 tháng 7 âm lịch, năm Chính Đức thứ 11 (1516), là người Giang Ninh, cha là Phương Thái (方泰). Bà được sử sách miêu tả là người con gái xinh đẹp, mỹ miều.
Năm 1531, Phương thị cùng 8 người nữa nhập cung, sách phong Đức tần (德嫔), đứng đầu Cửu tần. Năm Gia Tĩnh thứ 13 (1534), Thế Tông phế Trương Hoàng hậu, 9 ngày sau liền lập Phương thị lên làm Hoàng hậu, cùng Thế Tông ra mắt tông miếu yết lễ.
Phương Thái, cha của Phương thị, sau đó được thăng đến tước Hầu (侯).

## Nhâm Dần cung biến
Minh Thế Tông là một người rất sùng Đạo giáo, vì muốn được bất tử mà ông đã cho mời rất nhiều phương sĩ vào cung luyện đan. Theo lời phương sĩ Đào Trọng Văn, nguyên liệu luyện thuốc là lấy kinh lần đầu của các thiếu nữ. Nghe theo lời đó, hoàng đế cho tuyển mộ khắp kinh thành hàng ngàn thiếu nữ tuổi từ 12 đến 15 để lấy nguyên liệu luyện đan. Để đảm bảo chất lượng máu, các cô gái thường xuyên bị bỏ đói và đánh đập, hơn 200 người đã chết vì đói khát, họ nảy sinh oán hận ngút trời, chỉ chờ dịp báo thù.
Trong cung, Thế Tông sủng ái Vương Ninh tần và Tào Đoan phi. Tào thị đắc sủng nên sinh kiêu không coi ai ra gì, thậm chí còn mắng chửi các phi tần khác, lấn át cả Phương Hoàng hậu. Vương Ninh tần lại vừa bị thất sủng nên rất căm phẫn Tào Đoan phi.
Năm Nhâm Dần, Gia Tĩnh năm thứ 21 (1542), đêm ngày 17 tháng 1 năm , Gia Tĩnh Đế uống rượu hành lạc ở cung của Tào Đoan phi nên sau đó ngủ mê mệt. Sáng hôm sau, Ninh tần cùng nhóm 17 cung nữ tiến hành kế hoạch mưu sát vua. Cung nữ Dương Kim Anh lấy ra dải lụa buộc vào cổ vua, còn cung nữ Huỳnh Thúy Liên bịt mặt, những người khác khống chế tay chân của hoàng đế. Tuy nhiên, bọn cung nữ tay chân luống cuống, lại trong tâm trạng hoảng sợ tột cùng, nên lại thắt nhầm nút chết, vì thế hoàng đế chỉ ngất đi chứ chưa chết hẳn. Lúc đó cung nữ Trương Kim Thúy lén bỏ trốn đến cung Khôn Ninh báo cho Phương hậu. Hoàng hậu biết chuyện, lập tức điều động cấm quân tìm diệt bọn cung nữ.
Phương Hoàng hậu vào đến trong tẩm cung đã kinh ngạc vì trước mắt bà là nhà vua đầu tóc rối bù, mắt lồi lưỡi thè, hơi thở chỉ còn thoi thóp. Hoàng hậu đã bình tĩnh cởi thòng lọng cho vua rồi triệu ngự y tới đồng thời ra lệnh phong tỏa tẩm cung. Sau khi bắt được đám cung nữ mà Gia Tĩnh đế vẫn chưa tỉnh lại, Phương hoàng hậu mệnh cho nội giám Trương Tá định tội bọn Dương Kim Anh thí nghịch giết vua, điều tra ra được chủ mưu là Vương Ninh tần. Hoàng hậu sau đó đã ra lệnh lăng trì xử tử toàn bộ các cung nữ (trừ Trương Kim Thúy), tru di tam tộc tất cả những người tham gia vụ việc, trong đó có cả Vương Ninh tần. Lại tìm cách trả thù riêng, lấy cớ Tào Đoan phi biết việc mà không báo, cũng như đồng tội, đem bà ra xử tử luôn. Sau khi vua tỉnh lại, biết sủng phi đã bị hoàng hậu giết chết rồi, nhưng vẫn phải tỏ ra cảm kích bà và phong cha của hoàng hậu là Thái Hòa bá Phương Duệ lên tước hầu. Sau này quan hệ giữa vua và hoàng hậu trở nên tồi tệ, và Hoàng hậu rất lo buồn vì chuyện đó, đến mức trầm cảm.

## Qua đời
Năm Gia Tĩnh thứ 26 (1547), ngày 18 tháng 11 âm lịch, cung Khôn Ninh bị hỏa hoạn. Các thái giám tới báo việc với vua và xin phái quân tới cứu Hoàng hậu, vua không trả lời. Do đó Phương Hoàng hậu chết trong biển lửa. Thế Tông vì biết ơn bà đã cứu mạng mình  nên đã hạ lệnh táng Phương Hoàng hậu theo nghi thức của Hoàng hậu nguyên phối (chính thất đầu tiên của hoàng đế), táng tại Vĩnh lăng (永陵), thuỵ là Hiếu Liệt Hoàng hậu (孝烈皇后).
Năm Gia Tĩnh thứ 35 (1556), vì sùng Đạo giáo nên thế Tông đã thêm thuỵ cho bà là Cửu Thiên Kim Khuyết Ngọc Đường Phụ Thánh Thiên Hậu Chưởng Tiên Diệu Hoa Nguyên Quân (九天金闕玉堂輔聖天后掌仙妙化元君). Trước khi mất, Thế Tông đã di chiếu cho hợp thờ ông và Phương hậu ở Thái miếu.
Minh Mục Tông Long Khánh đế, con trai của Thế Tông, đã không công nhận Phương hậu là hoàng hậu chính thất của cha mình. Mục Tông sau đó đã ban thuỵ cho Trần Hoàng hậu (nguyên phối đầu tiên của Thế Tông), cải táng bà ở Vĩnh lăng, hợp thờ ở Thái miếu. Còn Phương Hoàng hậu thì cải thuỵ thành Hiếu Liệt Đoan Thuận Mẫn Huệ Cung Thành Chi Thiên Vệ Thánh Hoàng hậu (孝烈端順敏惠恭誠祗天衛聖皇后), dời thần chủ đến Hoằng Hiếu điện (弘孝殿).